# 熱輻射成像系統

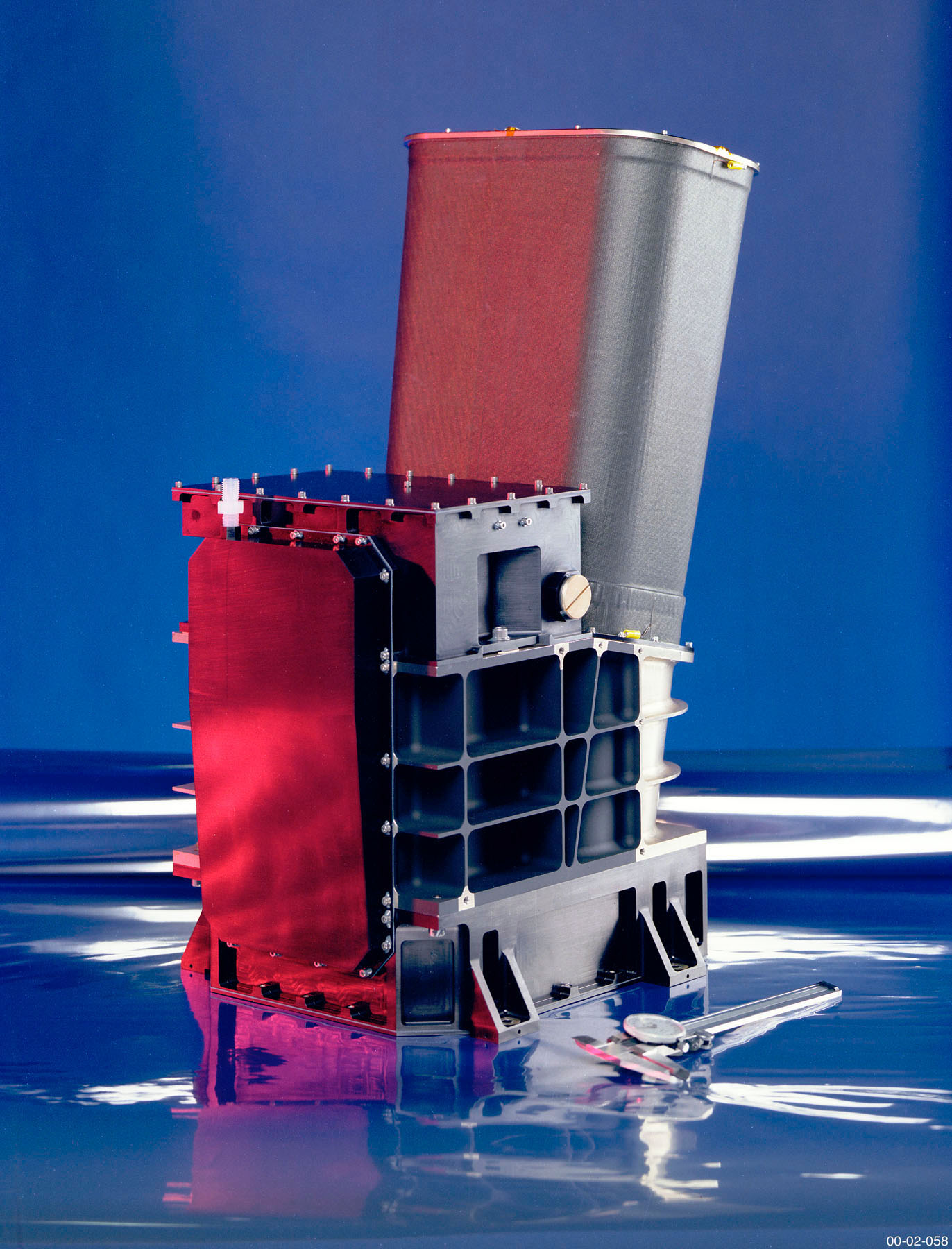
準備裝上2001火星奧德賽號的熱輻射成像系統。

熱輻射成像系統（Thermal Emission Imaging System，THEMIS）是一個火星探測器2001火星奧德賽號上的攝影機。該攝影機在可見光和紅外線波段拍攝以了解火星表面的熱狀況和再確認先前火星全球探勘者號上的热辐射光谱仪（TES）探測的火星表面礦物分布。此外，該儀器也協助科學家了解火星上礦物和地形的關係，並且可用來研究火星表面以下的熱點。
THEMIS是由亞利桑那州立大學的火星太空飛行中心（Mars Space Flight Facility）操作，並由雷神公司的聖塔芭芭拉遙測（Santa Barbara Remote Sensing）部門製造。該儀器縮寫是希臘神話法律和正義女神忒弥斯。

## 儀器諸元
熱輻射成像系統重量11.2公斤，體積54.5 x 37 x 28.6公分，耗電功率14W。

## 紅外線攝影機

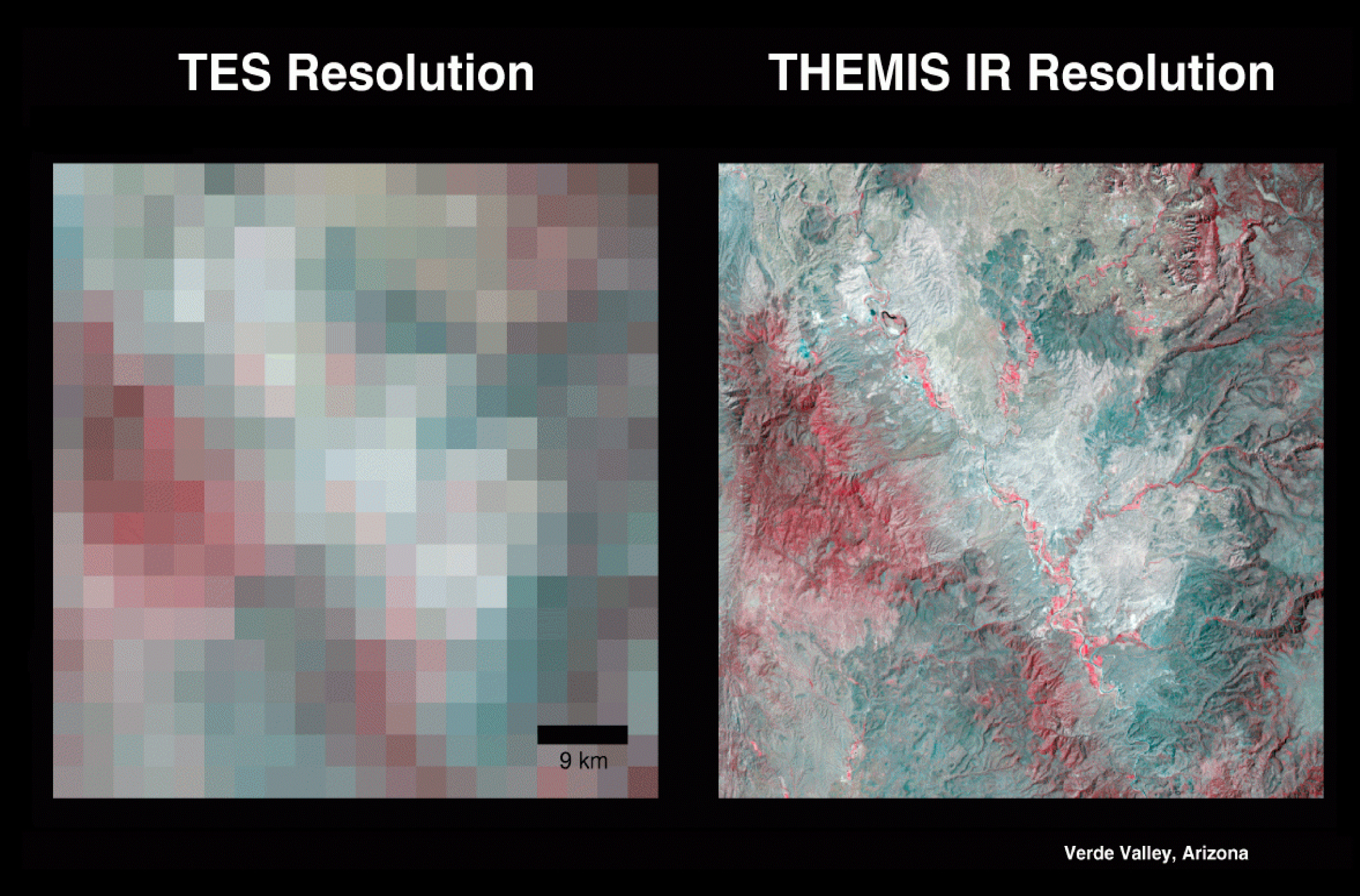
火星全球探勘者號上的熱輻射光譜儀（左）和熱輻射成像系統（右）解析度比較。

THEMIS可偵測從火星表面輻射的9個熱紅外線波段。其中8個波段波長介於6到13微米之間（6.78微米、7.93微米、8.56微米、9.35微米，10.21微米、11.04微米、11.79微米、12.57微米），這是矽酸鹽礦物在熱紅外線光譜學中確認其存在的最佳波長範圍。第9個波段波長14.9微米，是探測火星大氣層用的。最短的波長是6.78微米，總共有兩個波段是這個波長以加強訊雜比。因此THEMIS總共使用10個紅外線波段，9個波長進行攝影。
THEMIS量測的吸收光譜包含兩個資訊：溫度和發射率。吸收光譜量測的主要部分是溫度，除非資料進行修正。THEMIS在火星白晝拍攝的紅外線影像相當類似地形暈渲地圖，可看出面向太陽的較亮斜坡（較高溫）和較暗的陰影區域（較低溫）。THEMIS的夜間影像則可以推論火星表面的物理性質，例如溫度差異代表了表面物質的顆粒大小差異（熱慣性）。
移除溫度的影響可以藉由將THEMIS的紅外線影像除以黑體曲線達到。消除溫度影像後產生的能量模式就是火星表面特定礦物等物質產生的發射光譜。可以確定的礦物有碳酸盐、矽酸鹽、氫氧化物、硫酸鹽、非晶二氧化矽、氧化物、磷酸鹽。
特別是這種多光譜方式允許研究人員可以檢測需要水才能形成的礦物存在，以及這些礦物的地質背景。
THEMIS的紅外線攝影機獲得資料可以和火星全球探勘者號上的類似儀器热辐射光谱仪（TES）資料一起使用。THEMIS的空間解析度較高（100 m/pixel），但只有10個波長介於6到15微米的波段，而TES的空間解析度較低（3x6 km/pixel），但有143個波長介於5到50微米的波段。
THEMIS可讓研究人員得知特定地表的沉積物可能與火山、熱液過程、地表水或地下水礦物替換有關。
環繞地球的泰拉衛星（Terra）使用了類似THEMIS的儀器先進星載熱輻射與反射輻射計（Advanced Spaceborne Thermal Emission and Reflection Radiometer, ASTER）繪製地球表面礦物分布圖。影像的熱紅外線變化是以假色影像顯示岩石和土壤中不同礦物的差異。

## THEMIS發現的各種岩石
THEMIS發現了多種火成岩和礦物。部分岩石是低二氧化矽的玄武岩、高二氧化矽的英安岩、橄欖石玄武岩、超基性（苦味酸鹽）玄武岩、以及含石英的花崗岩類岩石。橄欖石玄武岩在許多地方出現，例如撞擊坑底和一些峽谷兩側的地層中。橄欖石是相當重要的一種礦物，因為這種礦物會出現在來自地函的古老岩漿中，一旦暴露在潮濕環境中就會快速風化；所以假如橄欖石存在，火星的氣候在橄欖石曝露在表面後一直都是乾燥的。含石英的岩石則在撞擊坑中心隆起山丘中發現。在撞擊坑中心隆起區域的岩石可能曾經深埋在火星表面之下數公里處，但因為撞擊而抬升。英安岩的成分表示曾經發生岩漿庫內分離結晶。在這些過程中有些礦物是來自結晶過程，之後轉移到岩漿庫的底部。多種岩石的發現增加了有用和有價值礦物在火星上發現的機會。

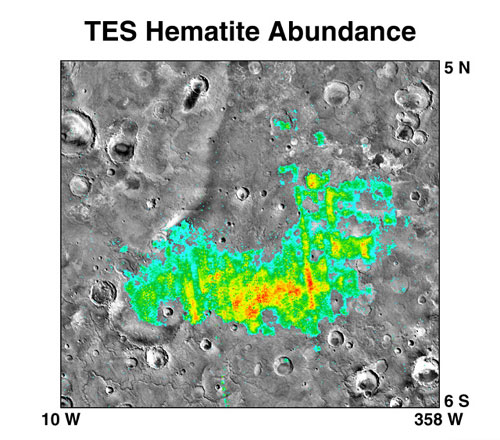
熱輻射光譜儀資料繪製的子午線灣的赤鐵礦分布圖。這些資料是作為機遇號登陸地點的選擇。赤鐵礦經常是在水的存在下形成。機遇號在此登陸並找到水存在的證據。

## 可見光攝影機
THEMIS的可見光攝影機可在5個波段下獲取資料。在可見光下的空間解析度是18 m/pixel，影像中可解析物體體積相當於一台半拖車長度。這個解析度是介於海盜號的大範圍影像（150到300 m/pixel）和火星全球探勘者號上解析度更高的火星軌道攝影機（1.5到3 m/pixel）。THEMIS的可見光影像範圍大約是20公里寬。
THEMIS的可見光影像則是要確定火星上過去液體和火山環境的地質紀錄。此外，這些資料可以和紅外線資料一起用來確認未來火星登陸任務的候選地點。

## 歐克西亞沼區影像

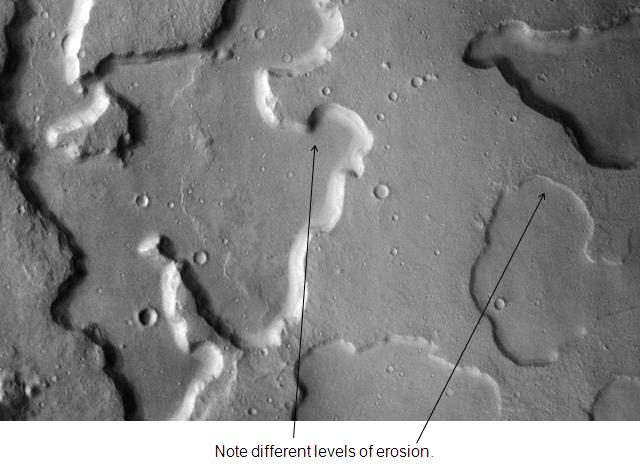
侵蝕造成了有陡峭邊緣的大型坑洞。
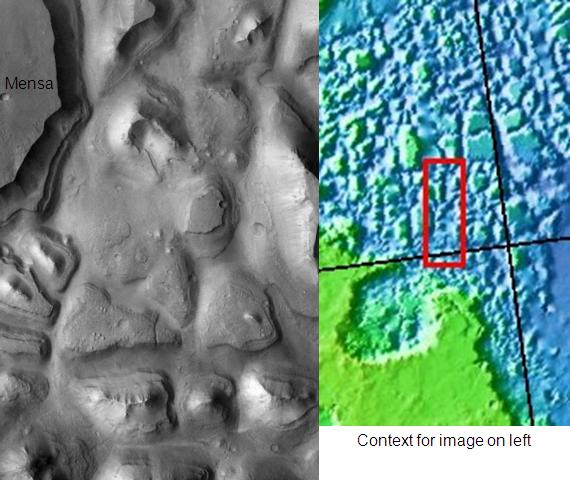
厄俄斯峽谷和谷內的頂部平坦，周圍是峭壁的桌山。在影像中許多地方可看到地層。
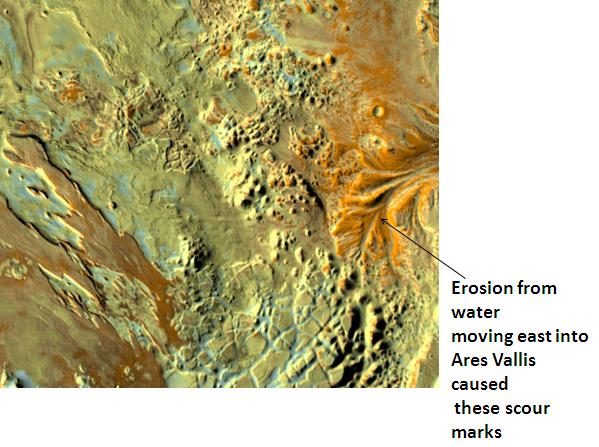
阿倫混沌中的侵蝕地形。
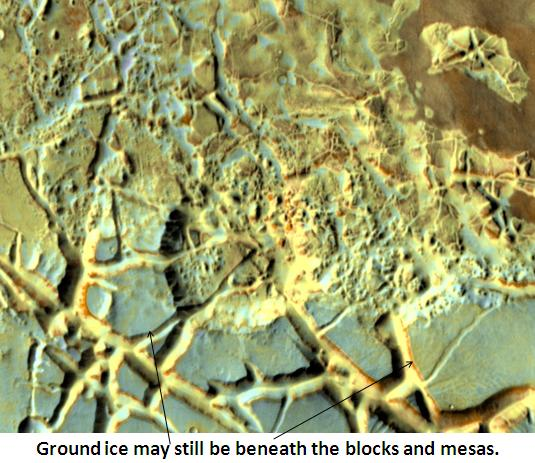
阿倫混沌地形（Aram Chaos）的石塊顯示可能的水源。
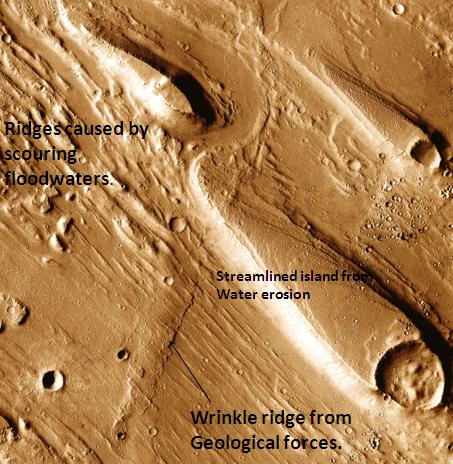
阿瑞斯谷內的侵蝕特徵。

## 科普來特斯區影像

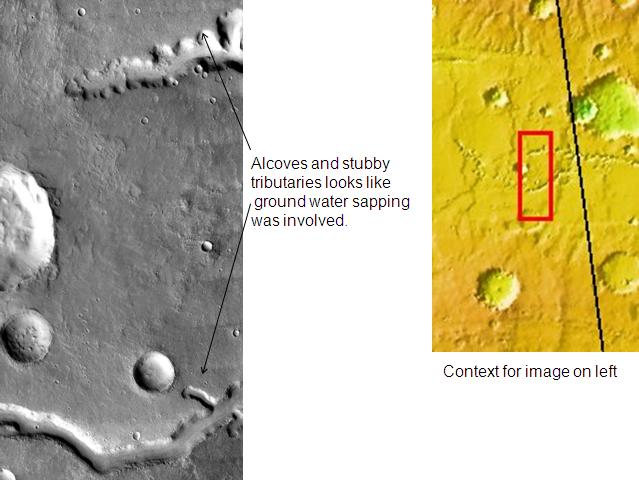
橫跨火星兩個區的尼爾格谷（Nirgal Vallis）可能是因為地下水侵蝕造成的地形特徵。
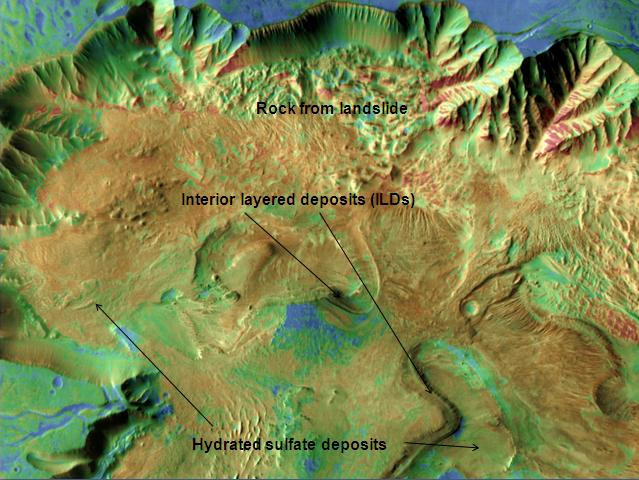
堪德峽谷（Candor Chasma）的假色影像顯示了水合硫酸鹽礦物沉積的位置。紅色區域是多岩石的區域，藍色和綠色區域則是多砂和塵埃區域。
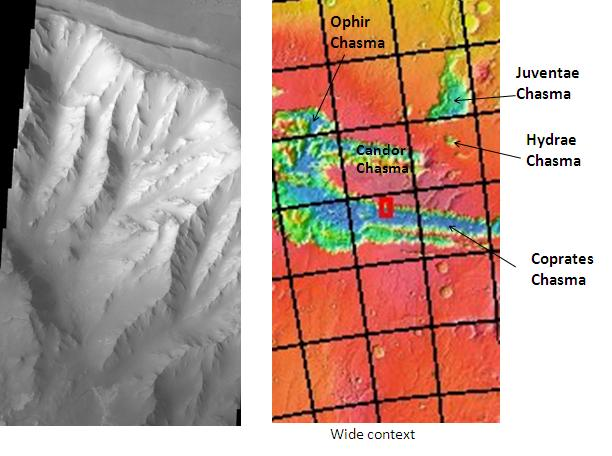
米拉斯峽谷峭壁。點選看大圖可得知米拉斯峽谷和其他地形的關聯。
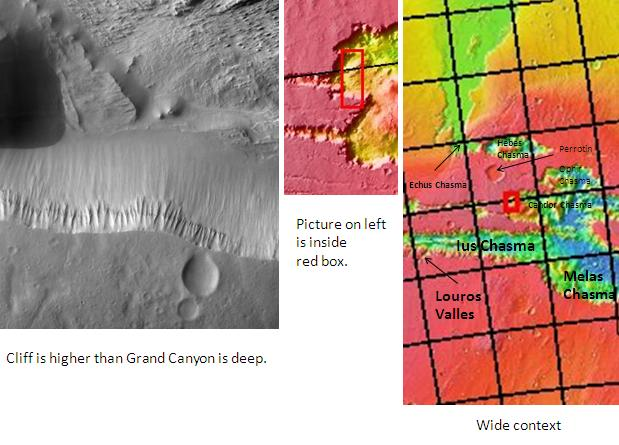
堪德峽谷高原峭壁，點選影像可看該峽谷和其他科普來特斯區地形特徵關係。
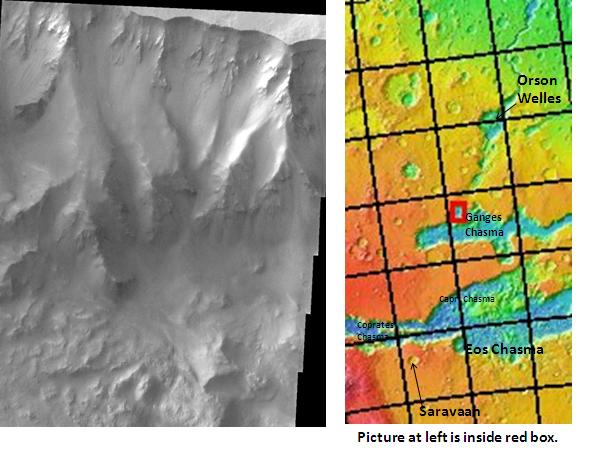
恆河峽谷北方峭壁，點選影像可看該峽谷和其他科普來特斯區地形特徵關係。
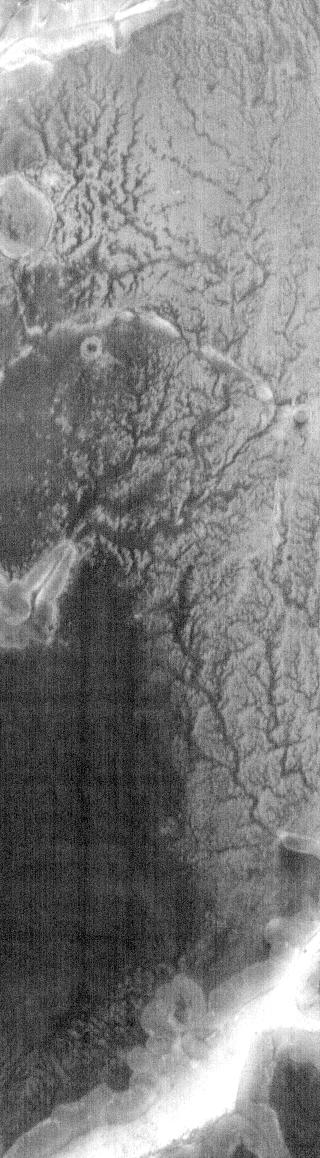
艾徹斯峽谷西側的河道。影像中細小的樹枝狀河床可能是因為水流流經該區域形成。
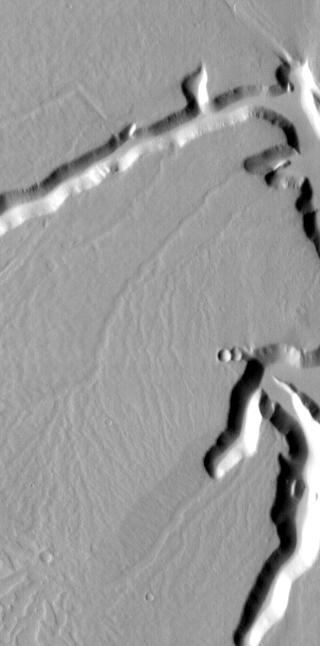
艾徹斯峽谷內一個桌山上的樹枝狀河道。影像寬度20英哩，位於科普來特斯區。
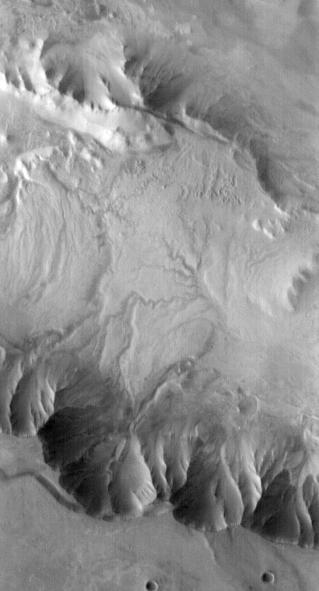
米拉斯峽谷底部的樹枝狀河道。位於科普來特斯區。

## 月沼區影像

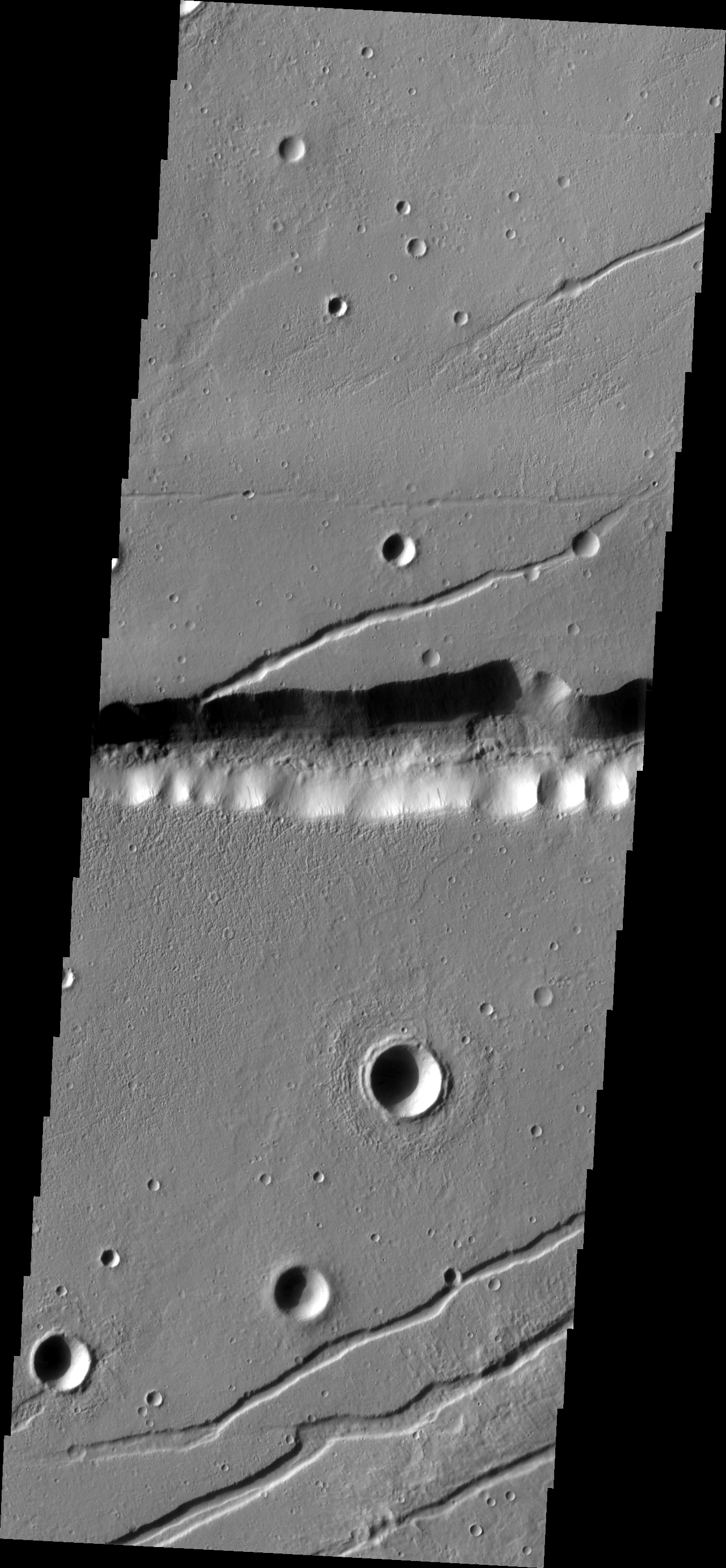
拉貝阿提斯槽溝。
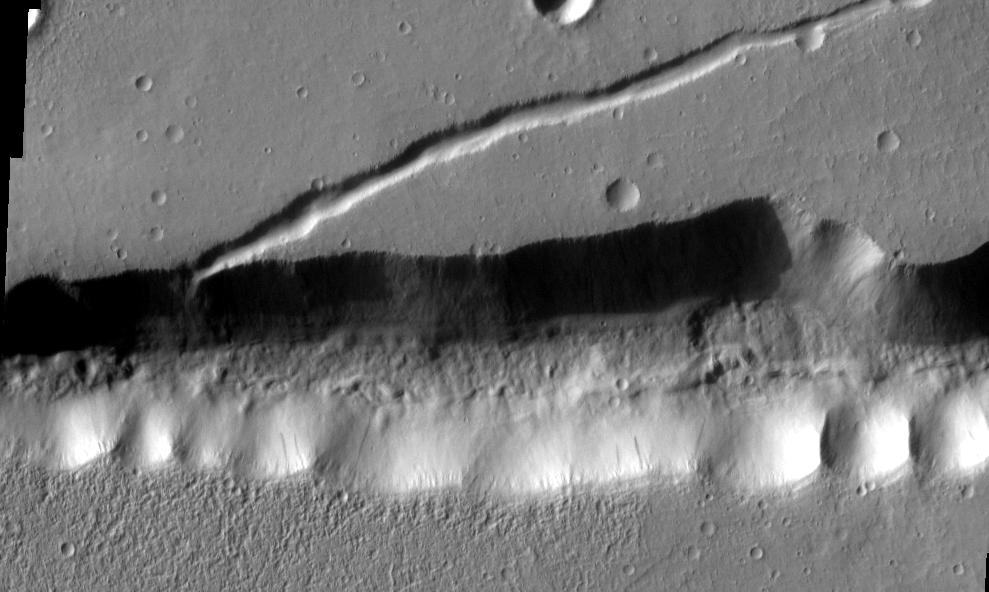
拉貝阿提斯槽溝近距離影像。
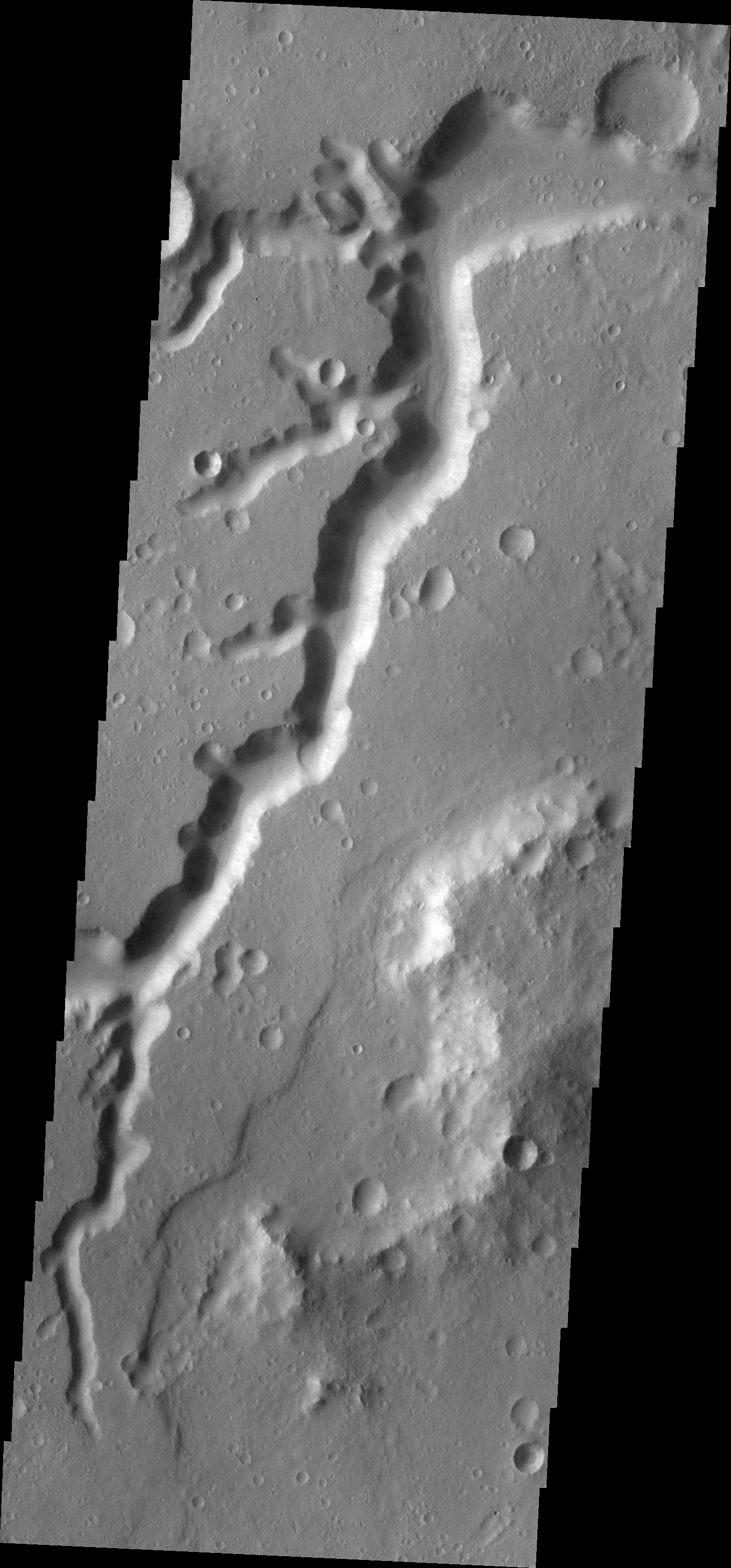
納內迪谷。
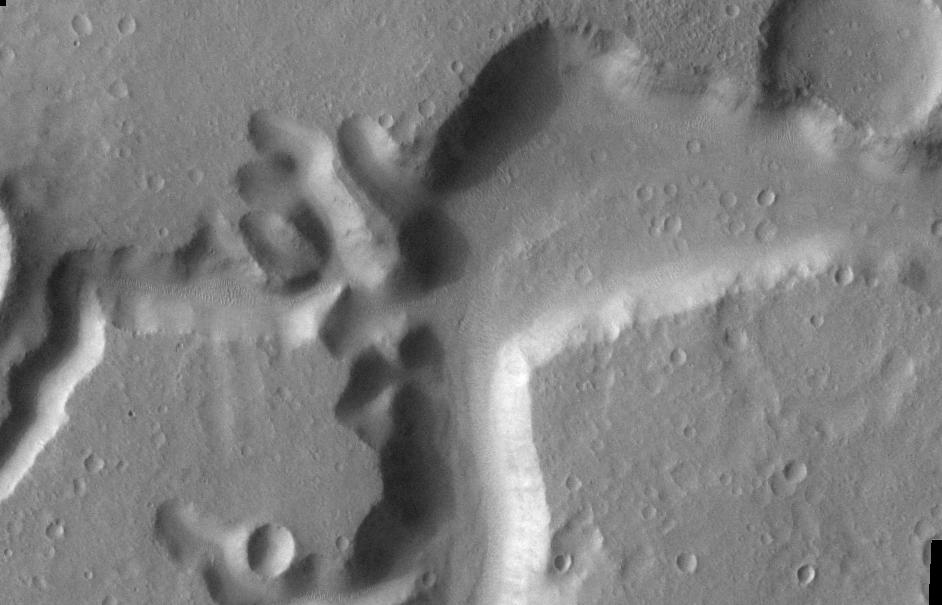
納內迪谷近距離影像。

## 珍珠灣區影像

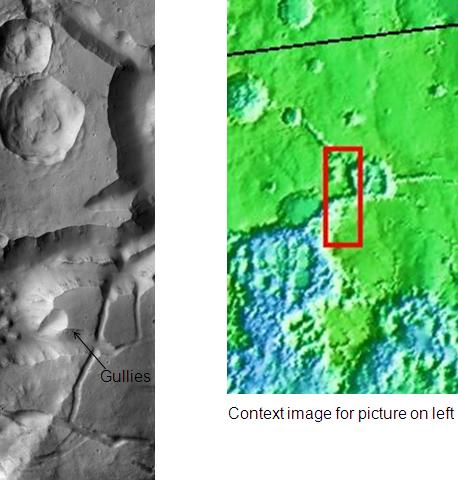
歐羅姆混沌中的巨型峽谷。在這個緯度很少山溝的存在。
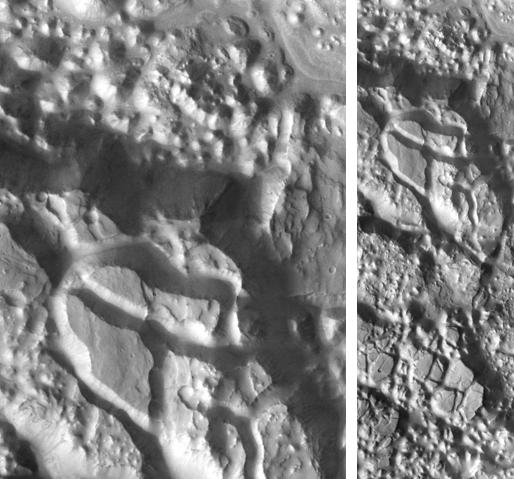
THEMIS拍攝的歐羅姆混沌
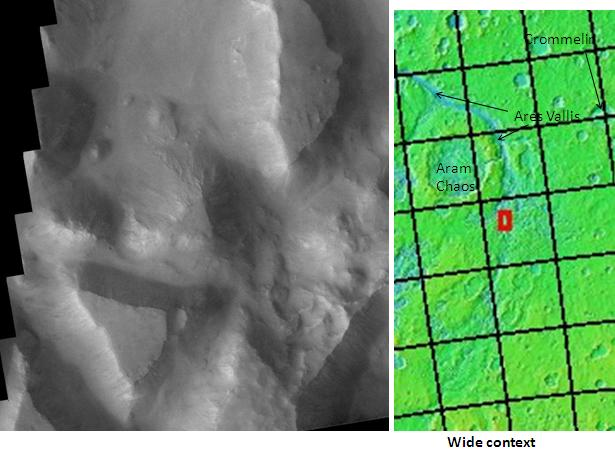
拉尼混沌（Iani Chaos）。來自被侵蝕桌山的砂覆蓋了底部較明亮的物質。點選影像可看拉尼混沌和其他地形特徵關係。
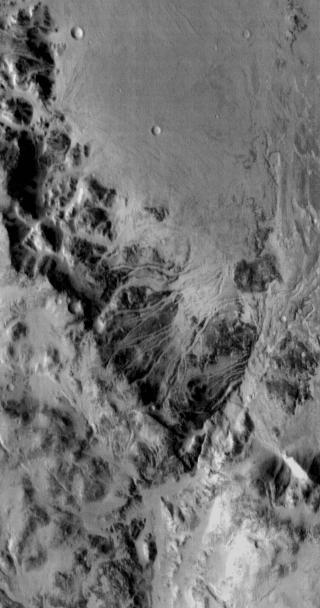
霍頓撞擊坑近距離影像，點選影像可看更多細節。

## 鳳凰湖區影像

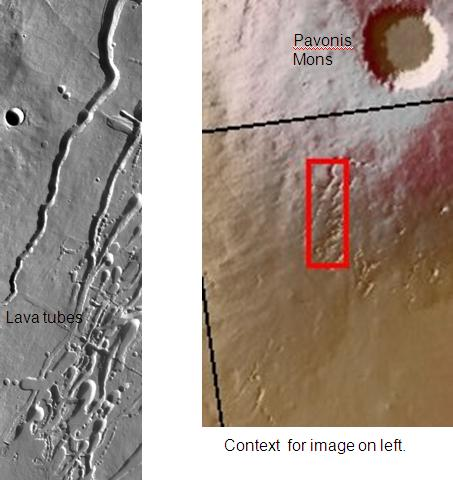
熔岩管曾經被流動的熔岩覆蓋，但現在已無熔岩，且頂部已經倒塌。一些直向的地塹和槽已經切穿了熔岩渠道。
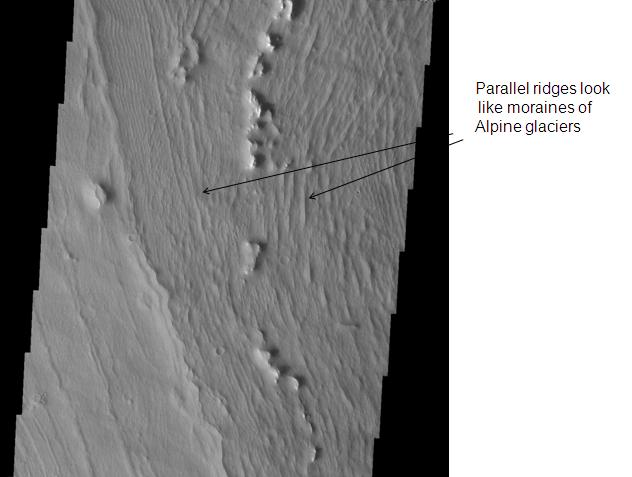
巨型火山阿爾西亞山（Arsia Mons）一側的山脊，這可能是由冰川活動留下的冰磧石形成。
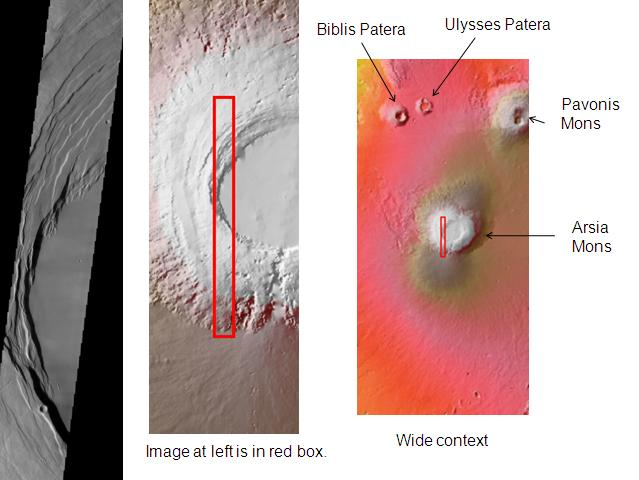
阿爾西亞山的影像顯示它位於其他火山之間。
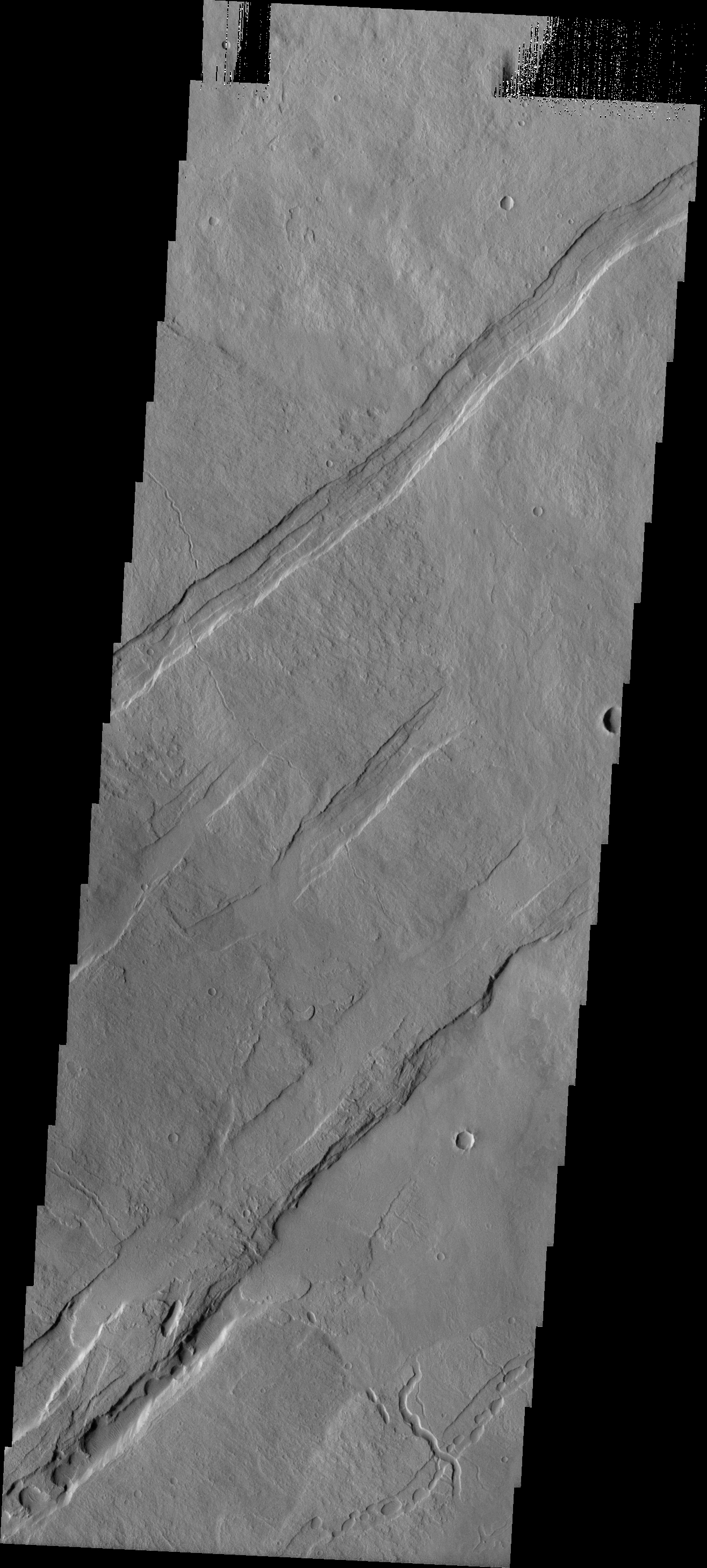
奧蒂槽溝（Oti Fossae），影像中平行的地塹是在阿爾西亞山的東北側發現；它們是東北－西南走向，與塔爾西斯的三個巨大火山平行
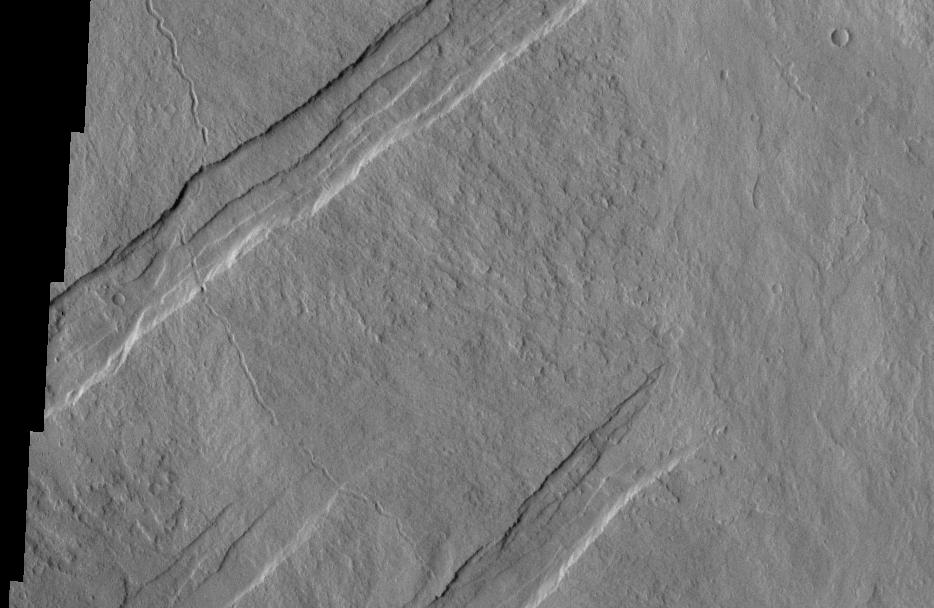
奧蒂槽溝中平行的地塹另一區域影像。

## Memnonia區影像

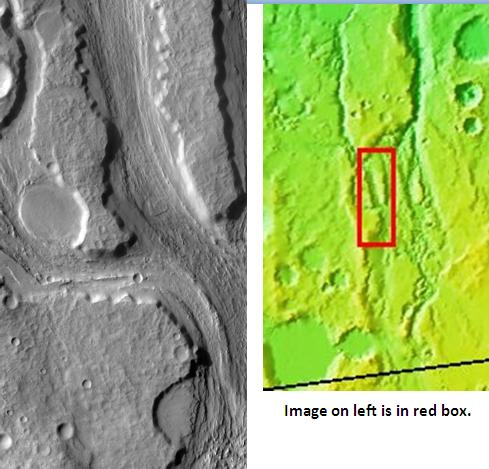
米尼奧谷（Minio Vallis）是位於大型河谷曼格拉谷附近的小河道。
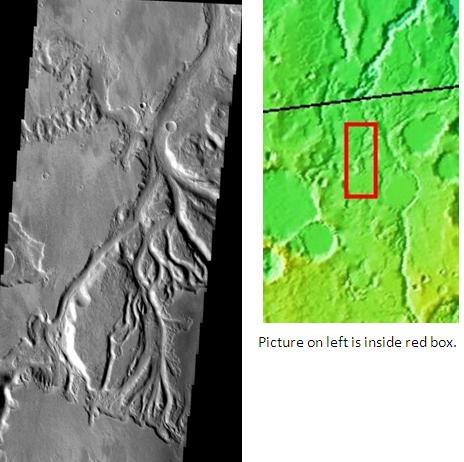
薩比斯谷（Sabis Vallis），可看到許多小河道匯入形成薩比斯谷。
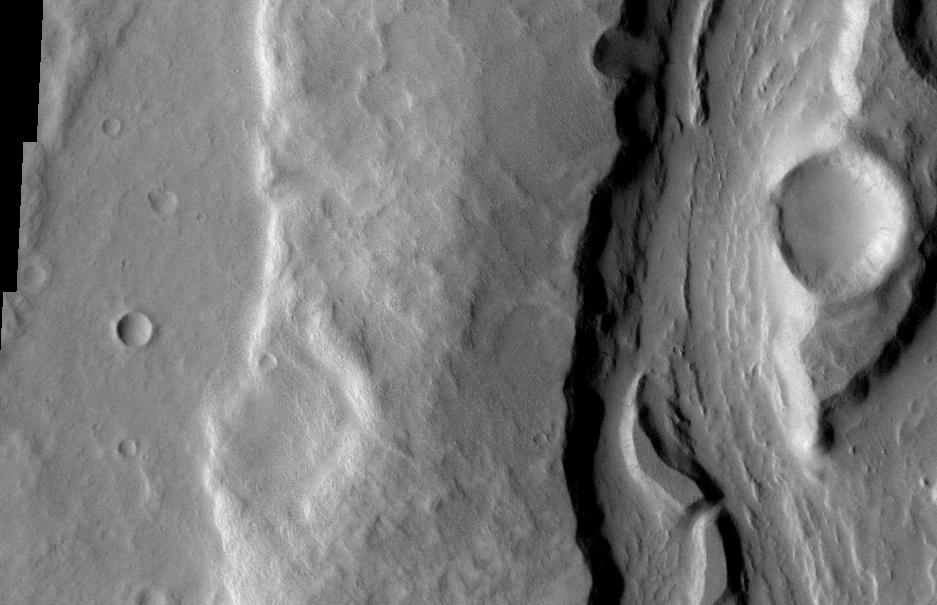
帕德絲谷（Padus Vallis）的近距離影像。

## 其他區域影像

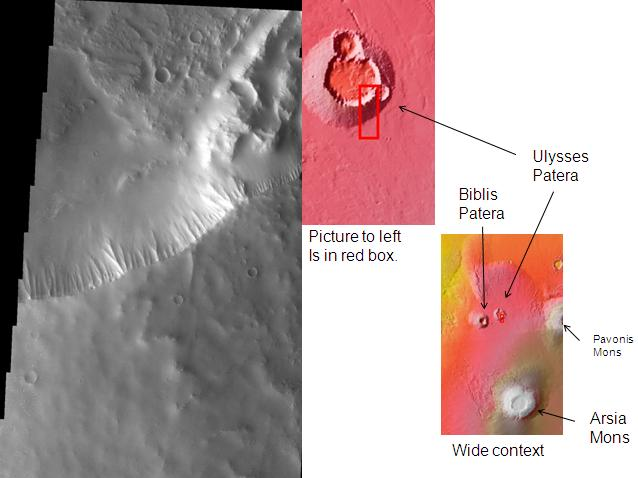
塔爾西斯的尤利西斯山，可看出它的位置以及和其他火山關係。
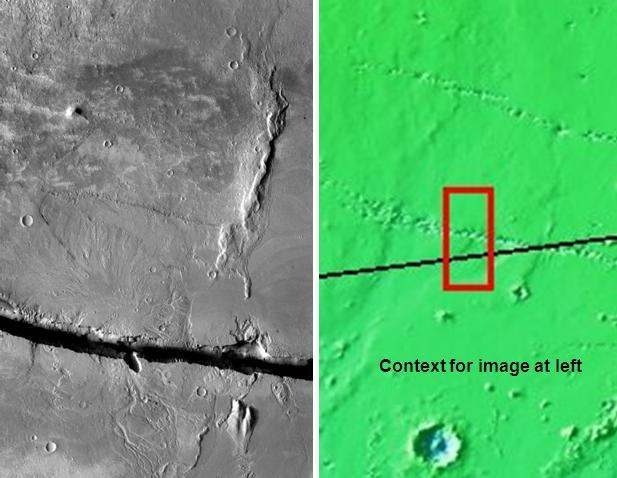
科柏洛斯槽溝，位於埃律西昂區。

## 外部連結
- THEMIS Specifications
- THEMIS instrument site （页面存档备份，存于） at Arizona State University
- Public data releases of THEMIS data （页面存档备份，存于）
- Free Mars Odyssey THEMIS Image of the Day （页面存档备份，存于） for iPhone or iPod
- Maps of Mars images including THEMIS, MOC, HiRISE, CTX, HRSC, and Viking （页面存档备份，存于）